# Entomoculiini
Entomoculiini es una tribu de coleópteros polífagos estafilínidos (Staphylinidae). Se distribuyen por el Paleártico occidental (no en zonas polares y subpolares).

## Géneros
Se reconocen los siguientes:
- Allotyphlus
- Cyrtotyphlus
- Entomoculia
- Mesotyphlus
- Neocyrtotyphlus
- Paratyphlus